# Sao chổi West
Sao chổi West, chính thức được chỉ định C/1975 V1, 1976 VI, và   1975n, là một sao chổi được mô tả là một trong những vật thể sáng nhất đi qua hệ mặt trời bên trong năm 1976. Nó thường được mô tả như là một "sao chổi lớn."

## Lịch sử
Nó được phát hiện bởi Richard M. West, thuộc Đài quan sát phía Nam châu Âu, ngày 10 tháng 8 năm 1975. Sao chổi đã đến với perihelion (cách tiếp cận gần nhất với mặt trời) vào ngày 25 tháng 2 năm 1976. Trong thời gian cận nhật điểm sao chổi có độ giãn dài tối thiểu là 6,4 ° và do sự tán xạ về phía trước đạt đến cường độ biểu kiến đỉnh -3.  Từ ngày 25 tháng 2 đến ngày 27 tháng 2, các nhà quan sát đã báo cáo rằng sao chổi đủ sáng để học vào ban ngày.
Mặc dù độ sáng của nó, Comet West đã phần lớn không được báo cáo trong các phương tiện truyền thông phổ biến. Điều này một phần là do hiển thị tương đối đáng thất vọng của Comet Kohoutek vào năm 1973, đã được dự đoán rộng rãi trở nên cực kỳ nổi bật: các nhà khoa học cảnh giác với việc đưa ra các dự đoán có thể làm tăng sự mong đợi của công chúng.

## Chu kỳ
Với quỹ đạo gần như parabol, ước tính chu kỳ quỹ đạo của sao chổi này dao động từ 254.000  đến 558.000 năm,  và thậm chí cao tới 6,5 triệu năm. Việc tính toán quỹ đạo phù hợp nhất cho sao chổi thời gian dài này trở nên khó khăn hơn vì nó đã trải qua một sự kiện tách có thể gây ra sự nhiễu loạn không hấp dẫn của quỹ đạo. Danh mục SAO của Cometary Orbits năm 2008 cho thấy 195 quan sát cho C / 1975 V1 và 135 cho C / 1975 V1-A, với tổng số 330 (218 quan sát được sử dụng cho phù hợp). Sao chổi C/1999 F1 có cùng thời kỳ. Viễn nhật điểm ước tính khoảng 70.000 AU, nhưng giai đoạn quỹ đạo của hàng triệu năm là rất không ổn định vì chúng có thể bị nhiễu loạn bởi các sao băng và thủy triều thiên hà.